# Мајдан (Нови Кнежевац)
Мајдан (мађ. Magyarmajdány) је насеље у Србији у општини Нови Кнежевац у Севернобанатском округу. Према попису из 2022. било је 109 становника.

## Демографија
У насељу Мајдан живи 238 пунолетних становника, а просечна старост становништва износи 45,1 година (41,8 код мушкараца и 47,9 код жена). У насељу има 115 домаћинстава, а просечан број чланова по домаћинству је 2,45.
Ово насеље је углавном насељено Мађарима (према попису из 2002. године), а у последња три пописа, примећен је пад у броју становника.
|  |

| Демографија | Демографија | Демографија |
| Година      | Становника  | Становника  |
| ----------- | ----------- | ----------- |
| 1948.       | 747         |             |
| 1953.       | 824         |             |
| 1961.       | 717         |             |
| 1971.       | 624         |             |
| 1981.       | 451         |             |
| 1991.       | 387         | 386         |
| 2002.       | 292         | 294         |
| 2011.       | 210         |             |
| 2022.       | 109         |             |

| Етнички састав према попису из 2002.‍ | Етнички састав према попису из 2002.‍ | Етнички састав према попису из 2002.‍ | Етнички састав према попису из 2002.‍ | Етнички састав према попису из 2002.‍ |
| ------------------------------------ | ------------------------------------ | ------------------------------------ | ------------------------------------ | ------------------------------------ |
|                                      |                                      |                                      |                                      |                                      |
| Мађари                               | Мађари                               |                                      | 251                                  | 85,95%                               |
| Срби                                 | Срби                                 |                                      | 16                                   | 5,47%                                |
| Роми                                 | Роми                                 |                                      | 12                                   | 4,10%                                |
| Југословени                          | Југословени                          |                                      | 4                                    | 1,36%                                |
| Хрвати                               | Хрвати                               |                                      | 3                                    | 1,02%                                |
| Македонци                            | Македонци                            |                                      | 1                                    | 0,34%                                |
| непознато                            | непознато                            |                                      | 0                                    | 0,0%                                 |

| Година пописа     | 1948. | 1953. | 1961. | 1971. | 1981. | 1991. | 2002. |
| ----------------- | ----- | ----- | ----- | ----- | ----- | ----- | ----- |
| Број домаћинстава | 206   | 248   | 219   | 211   | 174   | 154   | 115   |

| Број чланова      | 1  | 2  | 3  | 4  | 5 | 6 | 7 | 8 | 9 | 10 и више | Просек |
| ----------------- | -- | -- | -- | -- | - | - | - | - | - | --------- | ------ |
| Број домаћинстава | 30 | 41 | 20 | 16 | 4 | 3 | 0 | 1 | 0 | 0         | 2,45   |

| Пол    | Укупно | Неожењен/Неудата | Ожењен/Удата | Удовац/Удовица | Разведен/Разведена | Непознато |
| ------ | ------ | ---------------- | ------------ | -------------- | ------------------ | --------- |
| Мушки  | 109    | 28               | 72           | 7              | 2                  | 0         |
| Женски | 137    | 18               | 72           | 41             | 6                  | 0         |
| УКУПНО | 246    | 46               | 144          | 48             | 8                  | 0         |

| Пол    | Укупно                    | Пољопривреда, лов и шумарство | Рибарство                            | Вађење руде и камена | Прерађивачка индустрија       |
| ------ | ------------------------- | ----------------------------- | ------------------------------------ | -------------------- | ----------------------------- |
| Мушки  | 68                        | 55                            | 0                                    | 0                    | 3                             |
| Женски | 60                        | 47                            | 0                                    | 0                    | 2                             |
| УКУПНО | 128                       | 102                           | 0                                    | 0                    | 5                             |
| Пол    | Производња и снабдевање   | Грађевинарство                | Трговина                             | Хотели и ресторани   | Саобраћај, складиштење и везе |
| Мушки  | 0                         | 0                             | 4                                    | 1                    | 2                             |
| Женски | 0                         | 0                             | 1                                    | 1                    | 2                             |
| УКУПНО | 0                         | 0                             | 5                                    | 2                    | 4                             |
| Пол    | Финансијско посредовање   | Некретнине                    | Државна управа и одбрана             | Образовање           | Здравствени и социјални рад   |
| Мушки  | 0                         | 0                             | 2                                    | 0                    | 1                             |
| Женски | 0                         | 0                             | 0                                    | 1                    | 6                             |
| УКУПНО | 0                         | 0                             | 2                                    | 1                    | 7                             |
| Пол    | Остале услужне активности | Приватна домаћинства          | Екстериторијалне организације и тела | Непознато            | Непознато                     |
| Мушки  | 0                         | 0                             | 0                                    | 0                    | 0                             |
| Женски | 0                         | 0                             | 0                                    | 0                    | 0                             |
| УКУПНО | 0                         | 0                             | 0                                    | 0                    | 0                             |